# ذباب الخيل
الفصيلة النُّعَرِيَّة أو فصيلة النُّعَر (المفرد: نُعَرَة) أو ذُبابُ الفَرَس أو ذُبابُ الخيل (الاسم العلمي: Tabanidae) هي فصيلة من الحشرات تتبع رتبة الذوات الجناحين من طائفة الحشرات. وبجانب اسم «ذباب الخيل» تُعرَف هذه الفصيلة العاضَة مصاصة الدماء بعدة أسماء مثل ذباب النسيم، ذباب الفرس أو ذباب الفرس، ذباب الغزلان، ذباب جاد، أو زيمب . كما يُطلق عليها اسم ذبابة البولدوج في بعض المناطق بكندا. وتُعرَف بعض الأنواع في أستراليا باسم «ذبابة نيسان»، وهو اسم يستخدم في بلدان أخرى للإشارة إلى فصيلة أخرى غير مصاصة للدماء من الذباب ذوات الجناحين ألا وهي (Bibionidae).

## نظرة عامة
تعد فصيلة تَبَنِداي من الذباب الحقيقي، أو بمعنى آخر عضو في رتبة الحشرات ذوات الجناحين. تُعتبر أنواع فصيلة تَبَنِداي التي تهاجم البشر والماشية باستمرار آفات، وذلك بسبب العضّات المؤلمة لإناث معظم الأنواع منها والأمراض والطفيليات التي تنقلها بعض الأنواع. يظهر ذباب الأنواع المختلفة من فصيلة تَبَنِداي بالحجم المتوسط إلى الكبير جدًا. ومعروف عن بعض الأنواع مثل ذباب الغزلان وذباب نيسان الأسترالي أنها تُحدث إزعاجًا أثناء طيرانها، وذلك على خلاف ذباب clegs الذي يطير في هدوء ويعضّ دون سابق إنذار.
وعلى الرغم من أن ذباب فصيلة تَبَنِداي يُعتَبَر آفة إلا أنه يقوم بدورٍ مهم كناقل لحبوب اللقاح لبعض الزهور. وخاصةً عدد من الأنواع الجنوب إفريقية، فلديها خراطيمًا طويلةً مُكَيَّفة لاستخراج الرحيق من الزهور ذات أنابيب تويج طويلة ضيقة، ومن أمثال هذه الزهور زهور لابيروسيا (Lapeirousia) وبعض زهور بالورجونيوم (Pelargonium). يوجد ذباب فصيلة تَبَنِداي في أنحاء العالم، ويختفي فقط في أقصى الجنوب وأقصى الشمال من خطوط العرض.

## التصنيف والوصف
تم وصف ما يقارب أربعة آلاف وخمسمائة نوع من ذباب فصيلة تَبَنِداي على مستوى العالم، ما يفوق الألف منها هي من جنس تبنس (Tabanus)، ويُعرَف منها ثلاثة أسر على نطاقٍ واسع:
- النعراوات (الاسم العلمي:Tabaninae)
- الزنباوات (الاسم العلمي:Pangoniinae)
- ذهبيات العيون (الاسم العلمي:Chrysopsinae)

لم يتم تحديد موقع لجنس زوفينا (Zophina) وذلك رغم تصنيفه من أسرة بانجونينى.
والجنسين الأكثر شهرةً هما ذباب الخيل، جنس النعرة لِنِيُس، 1758، وذباب الغزلان، جنس ذباب الغزلان (كريسبوس) مِيجِن، 1802 ويُعرف أيضًا باسم ذباب الخيل المُطَوَّق وذلك بسبب لونه. فيما يخص أسماء أسر هذان الجنسان فإن أسماء الأسر مشتقة من اسم جنسها. من المحتمل أن تكون الذبابة في عنوان أغنية «الذبابة ذات الذيل الأزرق» إحدى ذبابات الخيل المعروفة في جنوب شرق الولايات المتحدة.

### قبائل
- نعراوية

### بعض أجناس
- النعرة (الاسم العلمي: Tabanus)
- ذَهَبِيَّةُ العُيون (الاسم العلمي: Chrysops)
- ذَهَبِيَّةُ النطاق (الاسم العلمي: Chrysozona)

## الغذاء
تتغذى ذبابات الخيل البالغة على الرحيق وأحيانًا على حبوب اللقاح. توصف إناث معظم الأنواع بأنها غير ذاتية السرء، بمعنى أنها تحتاج إلى وجبة غنية بالدم لتعزز فرص التكاثر الفعال. تشبه ذكور ذباب الخيل ذكور البعوض كثيرًا في أنها ليست طفيليات خارجية وأنها ليس لديها مجموعة أعضاء الفم (فك سفلي) التي تستخدمها الإناث في سحب الدم والتغذي عليه. تتغذى معظم إناث ذباب الخيل على دم الثدييات، ويُستثنى منها الأنواع التي تتغذى على الطيور والزواحف. ويُقال إن بعضها برمائيات أيضًا.
يفترس ذباب الخيل في مرحلة اليرقة اللافقاريات صغيرة الحجم التي تعيش في الأماكن الرطبة مثل التربة المبللة وتحت الأحجار وعند أجزاء الخشب المتعفنة.

## نمط وأسلوب العضّ

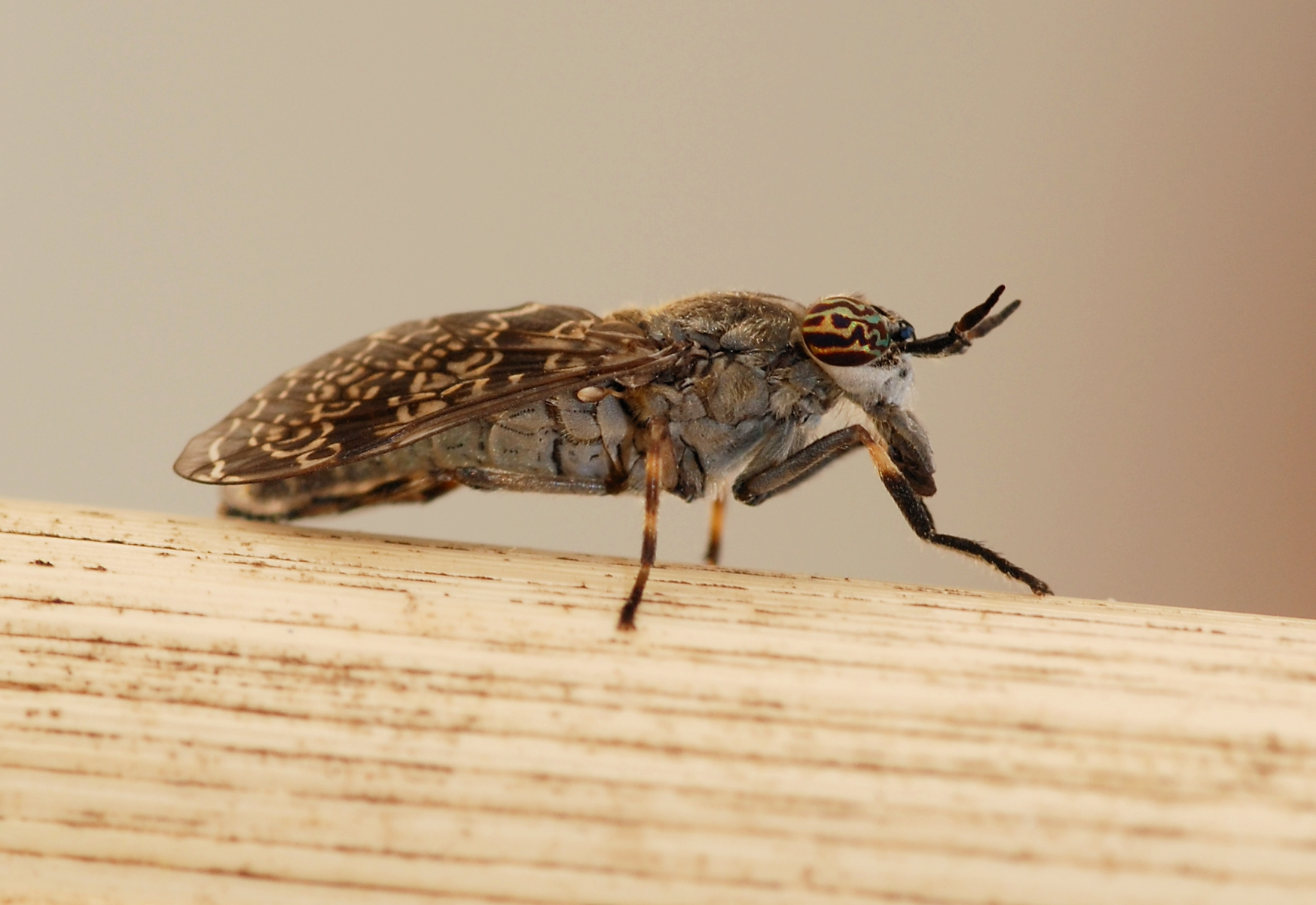
أجزاء فم ذبابة الخيل (cf. Haematopota pseudolusitanica)

عضّات ذباب الخيل مؤلمة لاسيما العضات كبير الحجم منها. تستخدم معظم أنواع ذبابة الخيل قصيرة اللسان (خرطومي قصير) فكها الشبية بالسِّكين لتمزيق أو تقطيع اللحم، ويعض الذباب الذي يمتلك خراطيم أطول عضات تشبه عضّات البعوض حيث تثقب أجزاء فمه القلمية جلد المضيف كالإبرة.
وعلى الرغم من أن ذبابة الخيل تسعى للهرب قبل أن تواجه رد فعل ضحيتها إلا أن عضتها أسرع إيلامًا من عضة البعوضة. وفي حال أن عضت ذبابة الخيل أحدًا فالانتباه إلى الجرح وتقييم حالته يكون أكثر أهميةً من محاولة سحق الذبابة. فمقاومتها صعبة على أية حال نظرًا لرشاقة حركتها. لكن الأمر مختلف بالنسبة لسكان المناطق التي بها آفة الذباب، فهم عادةً يتعلمون سحق الذباب فورًا عند الشعور بأول بادرة للعضة. وفي العادة هذا كفيلٌ بقتل الذبابة خاصةً إذا أعاقتها طبقات الملابس أثناء العضّ عن الهرب. قد يُصاب مكان العضّة بالحكَّة وقد يتورم كثيرًا إذا لم يُعالج فورًا.

## المفترسون
تعد الطيور من مفترسي ذباب الخيل بوجه عام، أما زنبور الخيل الحارس هو نوع من أنواع زنبور الرمل وهو صياد متخصص يُفضل مهاجمة ذباب الخيل.

## التكاثر
توضع البيوض على الأحجار أو الزروع المقاربة للماء. تسقط اليرقات في الماء أو التربة الرطبة عند الفقس، ثم تبدأ في التهام اللافقاريات مثل الحلزونيات وديدان الأرض والحشرات الأخرى بشراهة.

## الأمراض

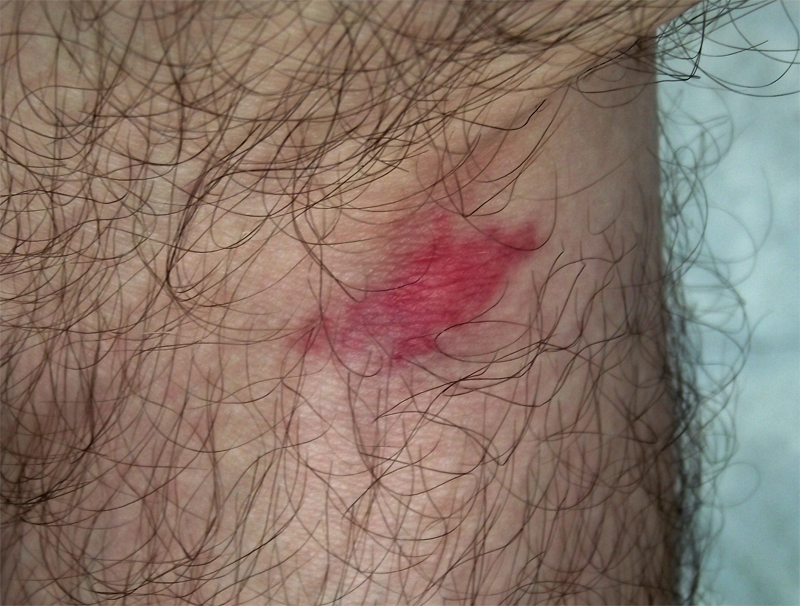
آثار عضة ذباب الخيل على جسم إنسان.

ذباب الخيل هو ناقل معرف لبعض الأمراض المنقولة عن طريق الدم التي تُصيب الحيوانات والبشر. ويُعد ذباب الخيل ناقل جيد لفيروس أنيميا الخيول المعدية وبعض أنواع المثقبيات. أنواع جنس ذباب الغزلان هي ناقلات حيوية لديدان اللوا اللوائية (Loa loa)، تنقل الذبابة هذه الديدان الأسطوانية الطفيلية من شخصٍ إلى آخر. كما يُعرف عنها أيضًا أنها تنقل مرض الجمرة الخبيثة (anthrax) بين الماشية والخراف ومرض حمى الأرانب (tularemia) بين الأرانب والبشر (هي الناقل الأهم لهذه العدوى في غرب الولايات المتحدة)،
وتسبب كثرة عدد الذبابات الكبيرة إلى فقد الدم عند بعض الحيوانات. بيَّنت الدراسات أن بعض الحيوانات تفقد كمية من الدم تصل إلى 300 (مل) في اليوم الواحد بسبب عضات ذباب الخيل مما يؤدي إلى إضعافها حتى الموت أحيانًا.

## معرض الصور

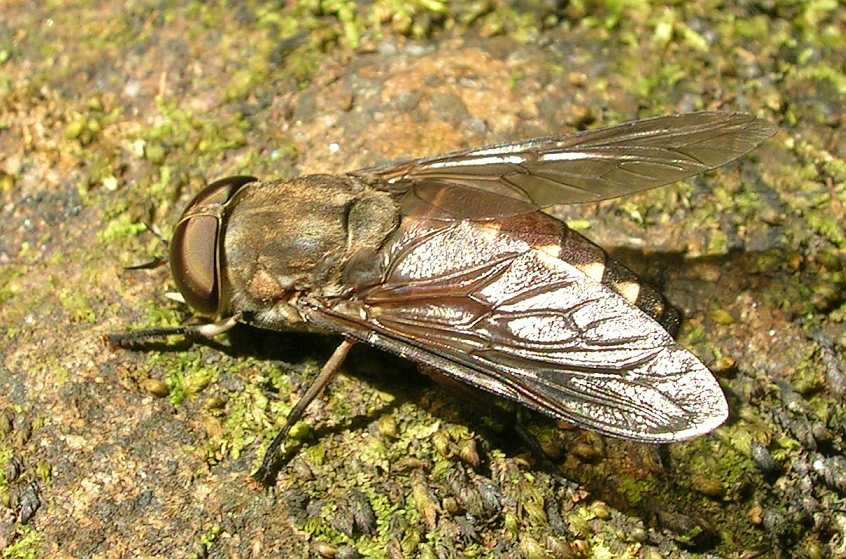
ذبابة خيلٍ من جبال سهياردي (WesternGhats أو Sahyadri Mountains)
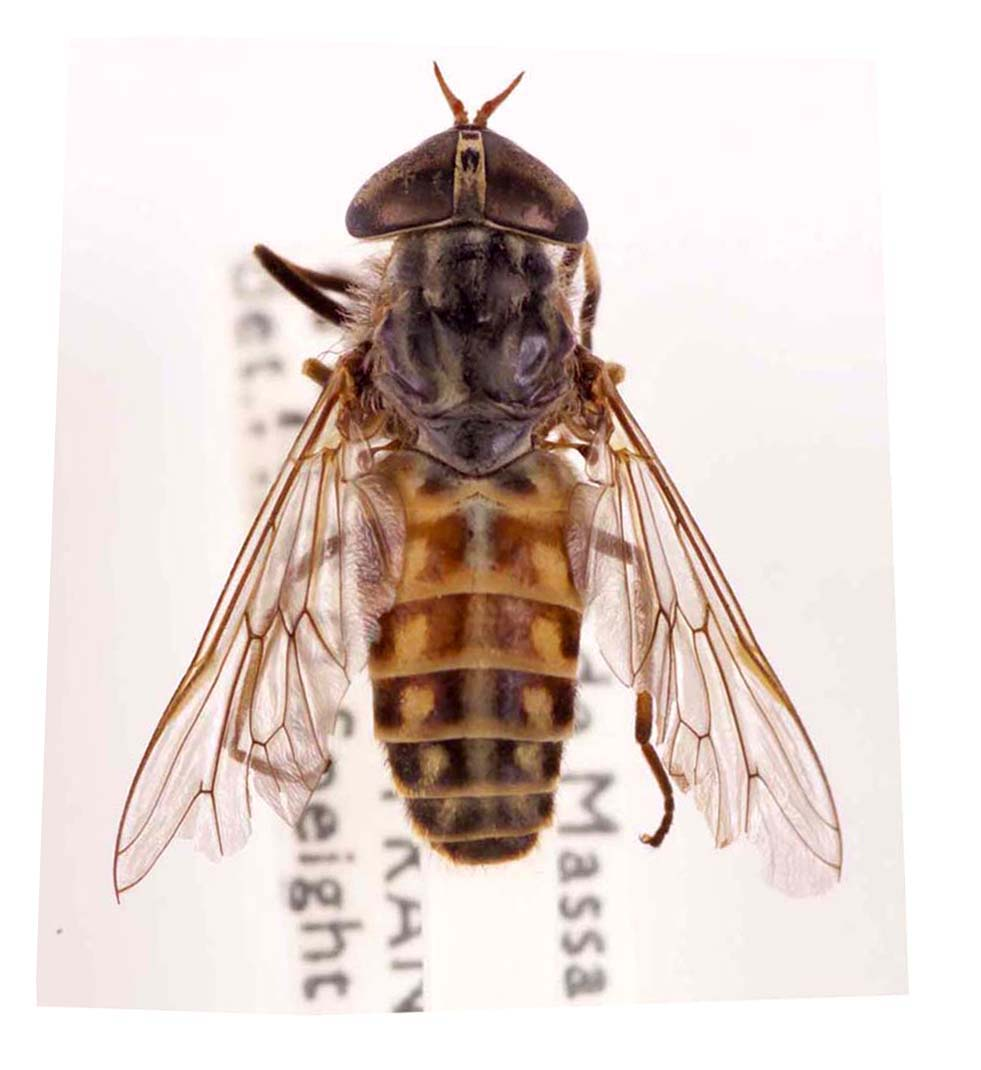
ذباب تَبَنِس جلاوكبس (Tabanus glaucops) فرنسا
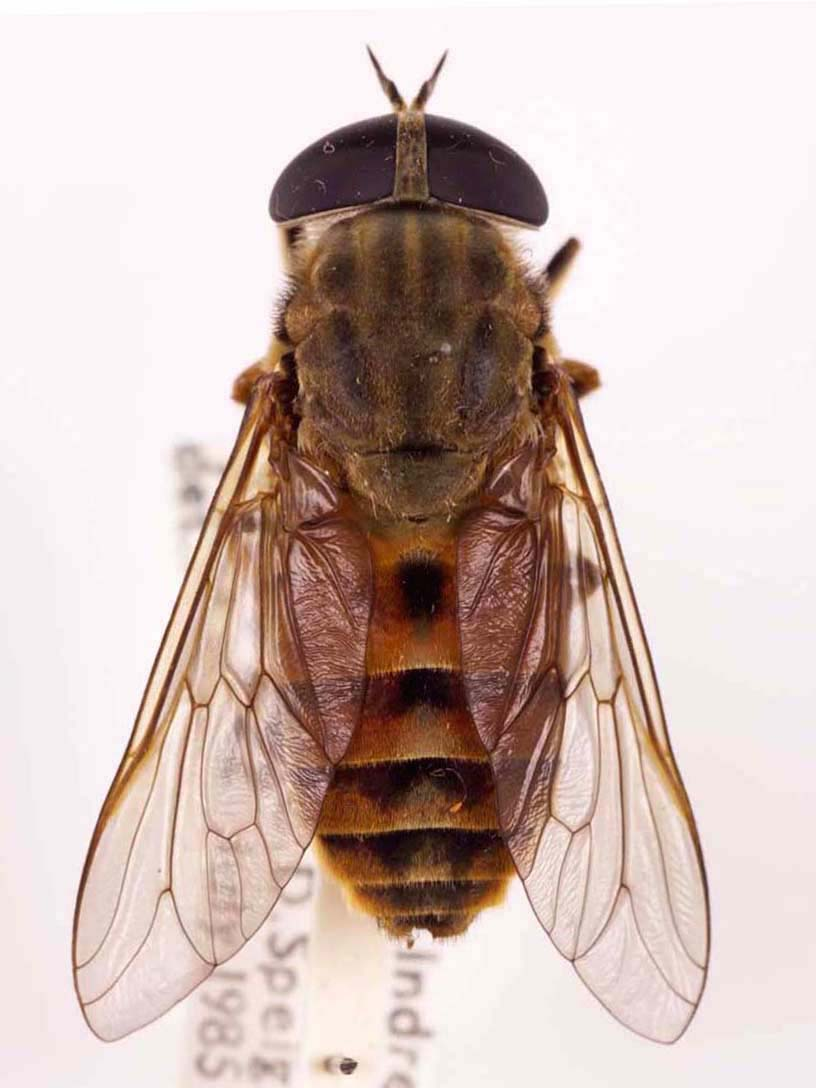
ذباب تَبَنِس إجِري (Tabanus eggeri) فرنسا
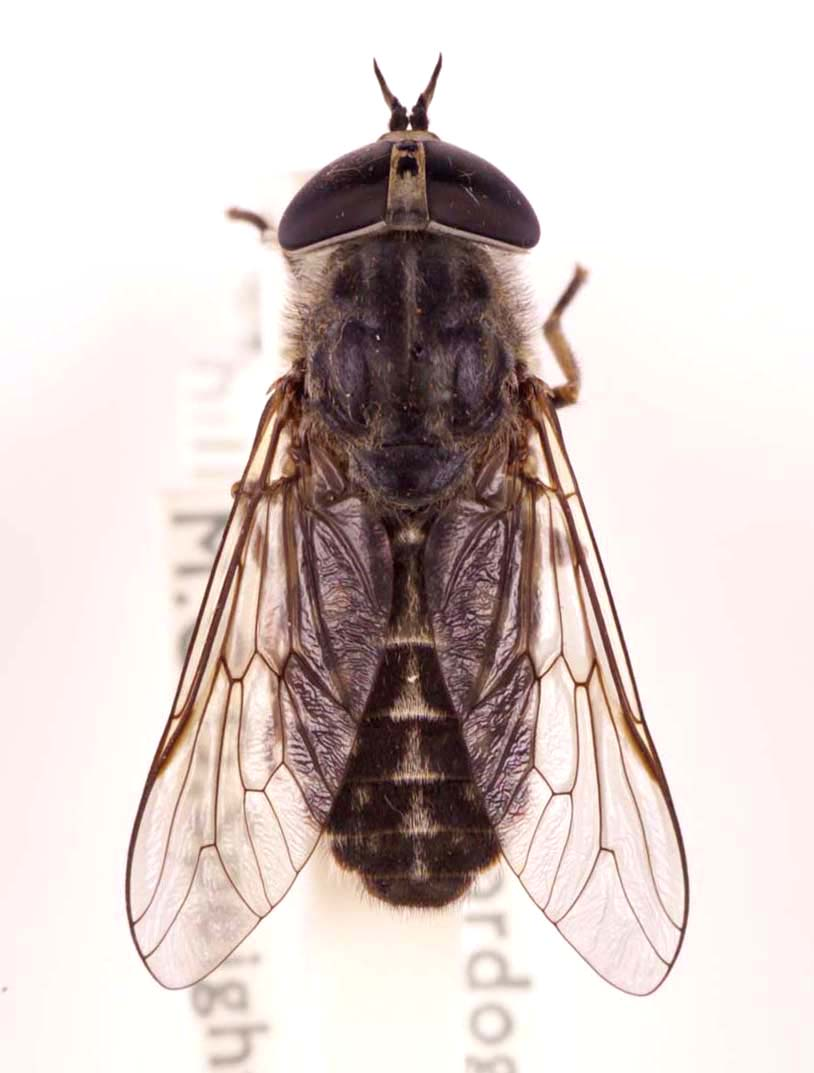
ذباب تَبَنِس يونيفاسكياتوس (Tabanus unifasciatus) فرنسا
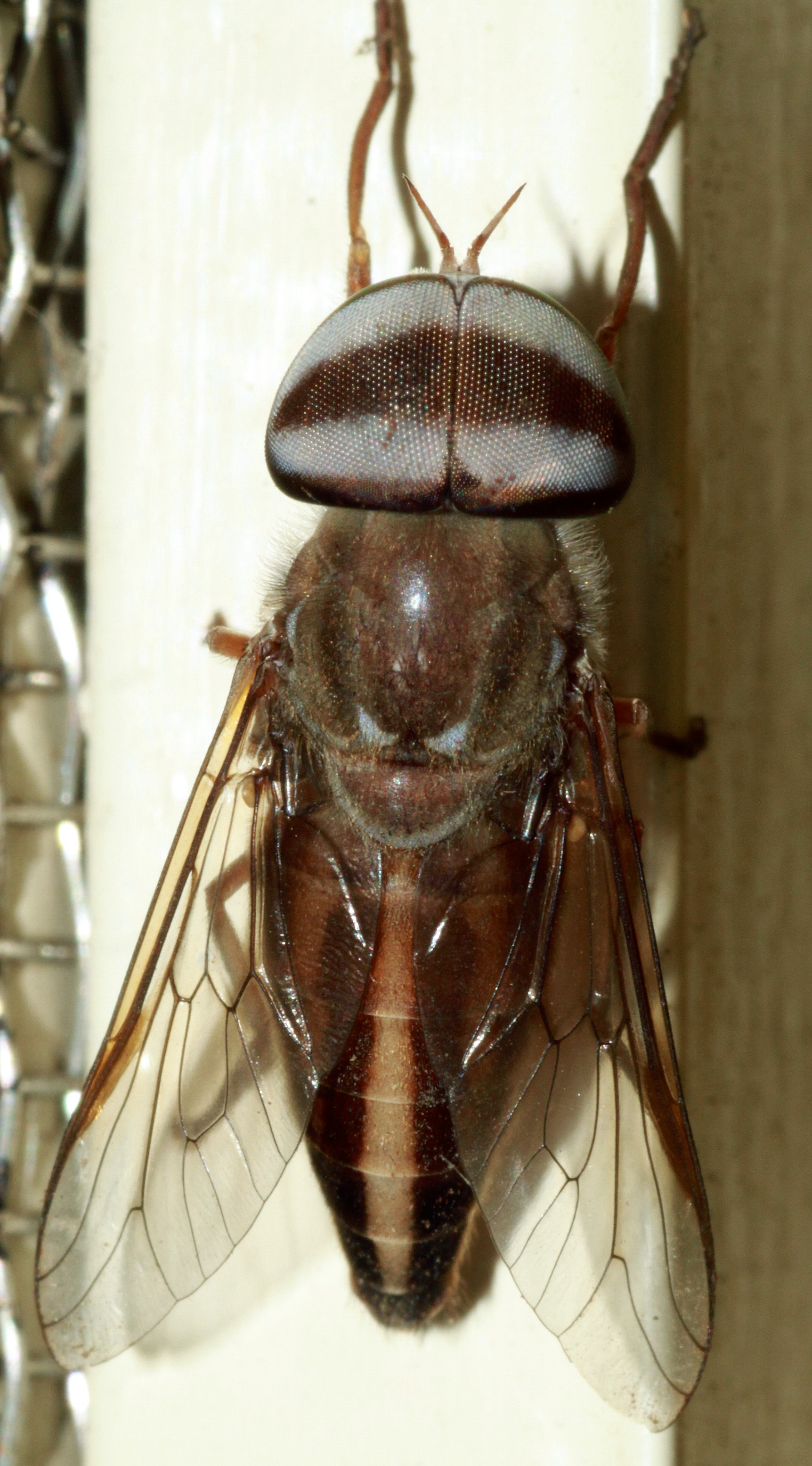
ذباب تَبَنِس مِلَنُسِرُس (Tabanus melanocerus) الهند